# LP Top 20
De LP Top 20 of Veronica's LP Top 20 was van oorsprong een Radio Veronica-hitlijst met de bestverkochte 20 elpees in Nederland.

## Geschiedenis
De eerste LP Top 20 verscheen in het Top 40-exemplaar van 6 december 1969 en werd daarna aanvankelijk elke twee weken ververst. Vanaf 11 juli 1970 werd dit een wekelijkse frequentie. Dit veranderde weer toen de LP Top 20 veranderde in de LP Top 50 op 9 januari 1971 en de lijst in een min of meer maandelijkse frequentie verscheen. Daar werd al snel vanaf gestapt, want op 18 september 1971 keerde de LP Top 20 terug in een wekelijkse frequentie. Op 31 augustus 1974, "the day the music died", viel uiteindelijk het doek voor de LP Top 20: alle Veronica-hitlijsten kwamen in handen van de nieuwe Stichting Nederlandse Top 40 en vanaf 7 september 1974, de week erna dus, verscheen de elpeelijst definitief als een wekelijkse LP top 50. In 1985 werd deze lijst uitgebreid naar 75 en in 1988 naar 100 albums.

## Elpee van de week
Vanaf het moment dat de LP Top 50 terugveranderde in een wekelijkse LP Top 20, op 18 september 1971, werd een tip-elpee verkozen: de langspeelplaat van de week of LP van de week. De eerste elpee van de week was Seven tears van Golden Earring.

## Tegenwoordig
Op 10 juli 1999 ging de toenmalige Album Top 100 van de Stichting Nederlandse Top 40 over in handen van Megacharts BV (verantwoordelijk voor de Mega Album Top 100), waarna beide lijsten werden samengevoegd tot één Album Top 100. Deze wordt tot op de dag van vandaag samengesteld.

## Trivia
- De LP Top 20 van 30 juni 1973 is nooit samengesteld, in tegenstelling tot de Top 40 van die datum.

Lijsten van nummer 1-albums in de Nederlandse Album Top 100

1969 ·
1970 ·
1971 ·
1972 ·
1973 ·
1974 ·
1975 ·
1976 ·
1977 ·
1978 ·
1979 ·
1980 ·
1981 ·
1982 ·
1983 ·
1984 ·
1985 ·
1986 ·
1987 ·
1988 ·
1989 ·
1990 ·
1991 ·
1992 ·
1993 ·
1994 ·
1995 ·
1996 ·
1997 ·
1998 ·
1999 ·
2000 ·
2001 ·
2002 ·
2003 ·
2004 ·
2005 ·
2006 ·
2007 ·
2008 ·
2009 ·
2010 ·
2011 ·
2012 ·
2013 ·
2014 ·
2015 ·
2016 ·
2017 ·
2018 ·
2019 ·
2020 ·
2021 ·
2022 ·
2023 ·
2024 ·
2025

Lijsten van nummer 1-albums van de Stichting Nederlandse Top 40

1969 ·
1970 ·
1971 ·
1972 ·
1973 ·
1974 ·
1975 ·
1976 ·
1977 ·
1978 ·
1979 ·
1980 ·
1981 ·
1982 ·
1983 ·
1984 ·
1985 ·
1986 ·
1987 ·
1988 ·
1989 ·
1990 ·
1991 ·
1992 ·
1993 ·
1994 ·
1995 ·
1996 ·
1997 ·
1998 ·
1999 ·
2011 ·
2012 ·
2013 ·
2014 ·
2015